# Fanny Brough
Pour les articles homonymes, voir Brough.
Fanny Brough, née en 1852 à Londres ou en 1854 à Paris, et morte le 30 novembre 1914, est une actrice de théâtre.

## Biographie
Fanny Brough naît en 1852 à Londres ou le 8 juillet 1854 à Paris. Elle est la fille de Robert Brough et la nièce de Lionel Brough (en).
Elle apparaît pour la première fois sur scène à Manchester en 1869 dans une pantomime écrite par son oncle, William Brough. En 1870, elle se produit à Londres avec Mrs. John Wood au St. James's Theatre. Elle joue dans Money avec les Bancroft en 1872, dans The Wife's Secret et The Ironmaster avec les Kendals en 1888, et dans The Man from Blankley's avec Charles Hawtrey en 1901 et de nouveau aux États-Unis en 1903. Elle meurt à Londres le 30 novembre 1914.